# Ursula Vernon
Pour les articles homonymes, voir Vernon.
Œuvres principales
- Série Princesse Henriette
- Digger (en)
- Nettle and Bone : Comment tuer un prince

Ursula Vernon, née le 28 mai 1977 à Pittsboro en Caroline du Nord, est une romancière, nouvelliste, auteure de bande dessinée et illustratrice américaine de fantasy. Elle est essentiellement connue pour sa bande dessinée en ligne Digger (en) ainsi que ses séries de littérature d'enfance et de jeunesse, mais également, sous le nom de plume T. Kingfisher, pour ses romans dédiés à un public adulte.

## Œuvres

### Sous le nom Ursula Vernon

#### SérieBlack Dogs
1. (en) The House of Diamond, 2007
2. (en) The Mountain of Iron, 2011

#### SérieDragonbreath
1. (en) Dragonbreath, 2009
2. (en) Attack of the Ninja Frogs, 2010
3. (en) Curse of the Were-Wiener, 2010
4. (en) Lair of the Bat Monster, 2011
5. (en) No Such Thing As Ghosts, 2011
6. (en) Revenge of the Horned Bunnies, 2012
7. (en) When Fairies Go Bad, 2012
8. (en) Nightmare of the Iguana, 2013
9. (en) The Case of the Toxic Mutants, 2013
10. (en) Knight-Napped!, 2015
11. (en) The Frozen Menace, 2016

#### SériePrincesse Henriette
1. Hamster au bois mordant, Milan, 2017 ((en) Harriet the Invincible, 2015), trad. Anath Riveline, 248 p.  (ISBN 978-2-7459-9100-3)
2. Le Bal des douze souris, Milan, 2017 ((en) Of Mice and Magic, 2016), trad. Anath Riveline, 230 p.  (ISBN 978-2-7459-9101-0)
3. Ratponce, Milan, 2018 ((en) Ratpunzel, 2016), trad. Anath Riveline, 233 p.  (ISBN 978-2-7459-9102-7)
4. (en) Giant Trouble, 2017
5. (en) Whiskerella, 2018
6. (en) Little Red Rodent Hood, 2018

#### Romans indépendants
- (en) Nurk: The Strange, Surprising Adventures of a (Somewhat) Brave Shrew, 2008
- (en) Castle Hangnail, 2015Prix Mythopoeic 2016

#### Bande dessinée
- Digger (en), 2003-2011Prix Hugo de la meilleure histoire graphique 2012 et prix Mythopoeic 2013

### Sous le nom T. Kingfisher

#### SérieClocktaur War
1. (en) Clockwork Boys, 2017
2. (en) The Wonder Engine, 2018

#### SérieThe Saint of Steel
1. (en) Paladin's Grace, 2020
2. (en) Paladin's Strength, 2021
3. (en) Paladin's Hope, 2021
4. (en) Paladin's Faith, 2023, 422 p.  (ISBN 9781614506096)

#### SérieSworn Soldier
1. (en) What Moves the Dead, 2022Prix Locus du meilleur roman d'horreur 2023
2. (en) What Feasts at Night, 2024Prix Locus du meilleur roman court 2025

#### Romans indépendants
- (en) Nine Goblins, 2013
- (en) The Seventh Bride, 2014
- (en) Bryony and Roses, 2015
- (en) The Raven and the Reindeer, 2016
- (en) Summer in Orcus, 2017
- (en) The Twisted Ones, 2019
- (en) Minor Mage, 2019
- (en) Swordheart, 2020
- Guide pratique pour boulangère magique, Seuil Jeunesse, 2025 ((en) A Wizard's Guide to Defensive Baking, 2020), trad. Rosalind Elland-Goldsmith, 384 p.  (ISBN 979-10-235-2211-2)Prix Andre-Norton 2020, prix Locus du meilleur roman pour jeunes adultes 2021 et prix Lodestar du meilleur livre pour jeunes adultes 2021 - À paraître le 29 août 2025
- (en) The Hollow Places, 2020
- Nettle and Bone : Comment tuer un prince, Verso, 2024 ((en) Nettle & Bone, 2022), trad. Nicolas Ancion et Axelle Demoulin, 352 p.  (ISBN 978-2-38643-145-6)Prix Hugo du meilleur roman 2023
- (en) A House With Good Bones, 2023Prix Locus du meilleur roman d'horreur 2024
- (en) Thornhedge, 2023Prix Hugo du meilleur roman court 2024 et prix Locus du meilleur roman court 2024
- Quand vient la sorcière, Verso, 2025 ((en) A Sorceress Comes to Call, 2024), 416 p.  (ISBN 978-2-38643-195-1)Prix Locus du meilleur roman de fantasy 2025 - À paraître le 7 novembre 2025

#### Recueils de nouvelles
- (en) Toad Words and Other Stories, 2014
- (en) The Halcyon Fairy Book, 2017
- (en) Jackalope Wives and Other Stories, 2017